# Österland, Jurva
Österland eller Närvijoki (finska: Närvijoki) är en ort i Kurikka stad (kommun) i landskapet Södra Österbotten i Finland. Österland utgjorde en tätort (finska: taajama) fram till tätortsavgränsningen 2013. Fram till 2009 låg orten i Jurva kommun.
Vid tätortsavgränsningen den 31 december 2012 hade Österland 204 invånare och omfattade en landareal av 2,00 kvadratkilometer. Året därefter hade området färre än 200 invånare och Österland klassificerades inte längre som tätort.
Orten ligger invid Närpes å (finska: Närvijoki). Österland är så gott som enspråkigt finskt.